# Датская королевская академия искусств
Датская королевская академия искусств (дат. Det Kongelige Danske Kunstakademi) — высшее учебное заведение в Дании. Находится в Копенгагене. Основана в 1754 году Н. Эйтведом. Академия — единственное высшее учебное заведение в Дании, где проводится одновременно обучение изобразительному искусству и научные исследования в области теории и методики художественного творчества. Главные учебные предметы: живопись, скульптура, фотография, видео, а также теоретические и историко-культурные дисциплины с области искусствоведения.

## Известные преподаватели
См. также: Категория:Преподаватели Датской королевской академии изящных искусств
- Аарслефф, Карл (1852—1918) — датский скульптор, профессор, директор академии в 1914—1917 годах.
- Ланге, Юлиус Генрик (1838—1896) — датский историк искусства.
- Ле Клерк, Луи-Огюст (1688—1771) - французский скульптор, профессор.
- Паульсен, Юлиус (1860—1940) — датский живописец, профессор.
- Хак Кампманн (1856—1920) — датский архитектор, профессор.
- Хансен, Кристиан Фредерик (1756—1845) — датский архитектор, профессор, директор академии (1811—1818, 1821—1827, 1830—1833).
- Хеч, Густав Фридрих фон (1788—1864) — датский живописец и скульптор.
- Якобсен, Роберт (1912—1993) — датский скульптор, живописец и график, представитель абстрактного искусства.

## Известные выпускники
См. также: Категория:Выпускники Датской королевской академии изящных искусств
- Бартолин Ла Кур, Янус Андреас (1837—1909) — датский художник, профессор живописи.
- Бергстрём, Эндис (1866—1950) — шведская художница.
- Бидструп, Херлуф (1912—1988) — датский прогрессивный художник-карикатурист, коммунист и общественный деятель.
- Бьерре, Нильс Якоб Якобсен (1864—1942) — датский художник.
- Вермерен, Фредерик (1823—1910) — датский художник, профессор живописи.
- Гейл, Ян (род. 1936) — датский архитектор и консультант по градостроительству.
- Йенсен-Мичинес, Самаль (1906—1979) — фарерский художник. Считается «отцом фарерской живописи».
- Кох, Йорген Хансен (1787—1860) — датский архитектор.
- Мёнстед, Петер (1859—1941) — датский живописец-пейзажист.
- Смит, Рут (1913—1958) — фарерская художница: живописец и график.
- Торвальдсен, Бертель (1770—1884) — датский скульптор, представитель позднего классицизма.
- Фридрих, Каспар Давид (1774—1840) — немецкий живописец, глава школы дрезденских романтиков.
- Фрих, Иоахим (1810—1858) — норвежский живописец-пейзажист.
- Хаммерсхёй, Вильгельм (1864—1916) — датский художник.
- Хансен Баллинг, Оле Петер (1823—1906) — норвежский художник.
- Эккерсберг, Кристоффер Вильхельм (1783—1853) — датский живописец, основоположник «Золотого века датского искусства».
- Якобсен, Арне (1902—1971) — датский архитектор и дизайнер, основоположник стиля «датского функционализма».
- Якобсен, Роберт (1912—1993) — датский скульптор, живописец и график.

## Директора Датской королевской академии искусств
См. также: Категория:Директора Датской королевской академии изящных искусств
| С    | По   | Директор                               |
| ---- | ---- | -------------------------------------- |
| 1754 | 1754 | Эйтвед Николай                         |
| 1754 | 1771 | Сали Жак Франсуа Жозеф                 |
| 1771 | 1772 | Пило Карл Густав                       |
| 1772 | 1777 | Видевельт Йоханнес                     |
| 1777 | 1779 | Харсдорф Каспар Фредерик               |
| 1780 | 1789 | Видевельт Йоханнес                     |
| 1789 | 1791 | Абильгор Николай Абрахам               |
| 1791 | 1792 | Вайденхаупт Андреас                    |
| 1793 | 1795 | Видевельт Йоханнес                     |
| 1796 | 1797 | Юль Йенс                               |
| 1797 | 1799 | Мейн Петер                             |
| 1799 | 1801 | Юль Йенс                               |
| 1801 | 1809 | Абильгор Николай Абрахам               |
| 1809 | 1810 | Лоренцен Кристиан Август               |
| 1811 | 1818 | Хансен Кристиан Фредерик               |
| 1818 | 1821 | Дайон Николай                          |
| 1821 | 1827 | Хансен Кристиан Фредерик               |
| 1827 | 1829 | Эккерсберг Кристоффер Вильхельм        |
| 1830 | 1833 | Хансен Кристиан Фредерик               |
| 1833 | 1844 | Торвальдсен Бертель                    |
| 1844 | 1849 | Кох Йорген Хансен                      |
| 1850 | 1853 | Биссен Герман Вильгельм                |
| 1854 | 1857 | Марстран Вильхельм                     |
| 1857 | 1863 | Йерихау Йенс Адольф                    |
| 1863 | 1873 | Марстран Вильхельм                     |
| 1873 | 1890 | Мельдаль Фердинанд                     |
| 1890 | 1892 | Бахе Отто                              |
| 1893 | 1896 | Стейн Теобальд                         |
| 1896 | 1899 | Бахе Отто                              |
| 1899 | 1902 | Мельдаль Фердинанд                     |
| 1902 | 1905 | Vilhelm Bissen                         |
| 1905 | 1906 | Otto Bache                             |
| 1906 | 1908 | Биссен Кристиан Готлиб Вильхельм       |
| 1908 | 1911 | Нюроп, Мартин                          |
| 1911 | 1914 | Йохансен Вигго                         |
| 1914 | 1917 | Орслефф Карл                           |
| 1917 | 1920 | Сторк Херман Бойё                      |
| 1920 | 1825 | Сковгор Йоаким                         |
| 1925 | 1925 | Розен Антон                            |
| 1925 | 1928 | Утсон-Франк Эйнар                      |
| 1928 | 1931 | Хольсё Поль                            |
| 1931 | 1934 | Йоргенсен Аксель                       |
| 1934 | 1937 | Утсон-Франк Эйнар                      |
| 1937 | 1940 | Хольсё Поль                            |
| 1940 | 1943 | Вандель Сигурд                         |
| 1943 | 1946 | Бьерг Йоханнес                         |
| 1946 | 1949 | Томсен Эдвард                          |
| 1949 | 1952 | Иверсен Крестен                        |
| 1952 | 1955 | Бьерг Йоханнес                         |
| 1955 | 1956 | Мёллер Свенд                           |
| 1956 | 1965 | Суэнсон Палле                          |
| 1965 | 1974 | Фабер Тобиас                           |
| 1974 |      | Индивидуальные директора школ академии |